# Bakata (departamento)
Bakata es un departamento de la provincia de Ziro, en la región Centro-Oeste, Burkina Faso. A 1 de julio de 2018 tenía una población estimada de 39 084 habitantes.
Se encuentra ubicado al norte de la frontera con Costa de Marfil y al suroeste de la capital del país, Uagadugú.